# The 69 Eyes

## Историја

### Оснивање групе
The 69 Eyes је основан 1989. године у Хелсинкију. Бенд је оформио Јурки69 са Бејзијем. Те године издају свој први сингл под називом "Sugarman", а две године касније свој први албум Bump'n'Grind који се одликује сировом глам-рок енергијом. Након издавања албума Motor City Ressurection само у Јапану, други албум Savage Garden је објављен: 1995. и мења њихов правац више ка пост-пунк водама. Током 1996. објављују три трибјут албума:"I Wanna Ве A Stooges" (Iggy Pop And The Stooges) у Француској."D.F.F.D." (The Dictators) у Шпанији и "Hell On Earth" (The Misfits) у Шведској. Следеће године објављују још један трибјут албум "Stranded In The Doll`s House" (The New York Dolls) у Јапану али и свој трећи студијски албум Wrap Your Troubles In Dreams на коме се налази обрада великог хита групе Blondy-Call Me.
После овог албума одлучују се за промену изгледа али и музичког стила.
Албум Wasting The Dawn излази 1999. и доноси спој готик меланхоличне атмосфере и чврстог рок ен рола који су свирали раније. А та промена их доводи на све топ-листе и из андерграунда они постају готово мејнстрим.
Њихов пети албум Blessed Be објављен је 2000. године и донео је много хитова и учинио их једним од најпознатијих готик бендова. Први објављени сингл је био "Gothic Girl", а затим следе: "Brandon Lee","The Chair","Stolen Season".
У пролеће 2002. објављују свој шести албум Paris Kills. Оцењен је као њихово ремек-дело. Са овог албума се издвајају хитови:"Crashing high","Dance d`amour","Betty Blue","Still Waters Run Deep".
Te године наступају на бројним европским фестивалима и у клубу Tavastia снимају свој први DVD "Helsinki Vampires".
Крајем 2003. потписују уговор за EMI Finland.
Године 2004. објављују албум Devils, а први објављени сингл је био "Lost boys" који јер постао највећи радијски хит који су The 69 Eyes икада имали у Финској.
Те године су такође имали турнеју у Уједињеном Краљевству.
Године 2005. The 69 Eyes су одржали преко стотину концерата широм света у 15 држава од Мексика до Јапана.
Devils је у САД-у објавио 456 Entertainment.
Године 2006. The 69 Eyes су први пут имали турнеју у САД-у.
Албум под називом Hollywood Kills су издали 2008. године.
Дана 28. септембра 2012. су издали албум X.

## Дискографија

### Албуми
- Bump 'n' Grind (1992)
- Savage Garden (1995)
- Wrap Your Troubles in Dreams (1997)
- Wasting the Dawn (1999)
- Blessed Be (2000)
- Paris Kills (2002)
- Framed in Blood - The Very Blessed of the 69 Eyes (2003)
- Devils (2004)
- Angels (2007)
- Back in Blood (2009)
- X (2012)

### Синглови
- Music For Tattooed Ladies & Motorcycle Mamas Vol. 1 (1993)
- Velvet Touch (1995)
- Wasting the Dawn (1999)
- Gothic Girl (2000)
- The Chair (2001)
- Stolen Season(2001)
- Dance d'Amour (2001)
- Betty Blue (2002)
- Crashing High (2003)
- Lost Boys (2004)
- Devils (2004)
- Feel Berlin (2005)
- Sister of Charity (2005)